# Patterson Heights (Pennsylvanie)
Patterson Heights est un borough situé dans le comté de Beaver, en Pennsylvanie, aux États-Unis,. En 2010, il comptait une population de 636 habitants. Il est incorporé le 19 janvier 1899.

## Démographie
Lors du recensement de 2010, le borough comptait une population de 636 habitants. Elle est estimée, le 1er juillet 2019, à 558 habitants.

### Source de la traduction
- (en) Cet article est partiellement ou en totalité issu de l’article de Wikipédia en anglais intitulé « Patterson Heights, Pennsylvania » (voir la liste des auteurs).